# Puniru Is a Cute Slime
Puniru Is a Cute Slime (jap. ぷにるはかわいいスライム Puniru wa kawaii suraimu) – manga autorstwa Maeda-kun, publikowana w magazynie internetowym „Shūkan CoroCoro Comic” wydawnictwa Shōgakukan od marca 2022.
Na jej podstawie Toho Animation Studio stworzyło serial anime, który emitowano od października do grudnia 2024. Premiera drugiego sezonu odbyła się w lipcu 2025.
W 2024 roku seria zdobyła 70. nagrodę Shōgakukan Manga.

## Fabuła
Chłopiec imieniem Kotaro Kawaii w ramach eksperymentu naukowego stworzył slime’a, który niespodziewanie ożył. Slime, którego nazwał Puniru, przypominał pingwina, a jego twórca uznał to za urocze, choć nie chciał się do tego przyznać. Siedem lat później Kotaro jest już w drugiej klasie gimnazjum i ma trudności z wyznaniem uczuć swojej starszej koleżance, Mami Kirarze. W tym czasie Puniru zyskuje nową zdolność – potrafi zmieniać się w ludzką dziewczynę, aby ponownie zwrócić na siebie uwagę swojego twórcy i przypomnieć mu o swojej uroczości.

## Bohaterowie
- Puniru (jap. ぷにる)

Seiyū: Yū Sasahara 
- Kotaro Kawaii (jap. 河合井 コタロー Kawaii Kotarō)

Seiyū: Shūichirō Umeda 
- Mami Kirara (jap. 雲母 麻美 Kirara Mami)

Seiyū: Risa Shimizu 
- Yūsuke Nanpa (jap. 南波 遊助 Nanpa Yūsuke)

Seiyū: Jun’ya Enoki 
- Alice Okanega (jap. 御金賀 アリス Okanega Arisu)

Seiyū: Yumiri Hanamori 
- Hiroshi Mado (jap. 真戸 博士 Mado Hiroshi)

Seiyū: Kazuya Nakai 

## Manga
Manga początkowo ukazała się jako one-shot zatytułowany Kawaii Puniru wa Slime (jap. かわいいぷにるはスライム Kawaii Puniru wa suraimu), który został opublikowany czasopiśmie „Bessatsu CoroCoro Comic” 28 lutego 2019. Jej regularna serializacja rozpoczęła się 15 marca 2022 w magazynie internetowym „Shūkan CoroCoro Comic”. Następnie wydawnictwo Shōgakukan zebrało jej rozdziały do wydań w formacie tankōbon, których pierwszy tom ukazał się 28 lipca 2022.
| Nr | Data wydania (język japoński) | ISBN (język japoński)  |
| -- | ----------------------------- | ---------------------- |
| 1  | 28 lipca 2022                 | ISBN 978-4-09-143537-8 |
| 2  | 28 listopada 2022             | ISBN 978-4-09-143553-8 |
| 3  | 28 lutego 2023                | ISBN 978-4-09-143578-1 |
| 4  | 9 sierpnia 2023               | ISBN 978-4-09-143610-8 |
| 5  | 26 stycznia 2024              | ISBN 978-4-09-143670-2 |
| 6  | 27 września 2024              | ISBN 978-4-09-149785-7 |
| 7  | 27 lutego 2025                | ISBN 978-4-09-154017-1 |

## Anime
Adaptacja w postaci telewizyjnego serialu anime została zapowiedziana 13 grudnia 2023. Seria została wyprodukowana przez Toho Animation Studio i wyreżyserowana przez Yūshiego Ibe na podstawie scenariusza Michiko Yokote. Za projekty postaci odpowiadała Aya Tanaka, a muzykę skomponowała Izumi Mori. Serial był emitowany na antenie TV Tokyo od 6 października do 23 grudnia 2024. Yū Sasahara wykonała zarówno motyw otwierający, jak i końcowy serii: „Gyumu!” (jap. ぎゅむ！) oraz „Show” (jap. 唱 Shō), przy czym ten ostatni to cover utworu Ado o tym samym tytule.
Po wyemitowaniu ostatniego odcinka serialu zapowiedziano powstanie drugiego sezonu. Premiera odbyła się 6 lipca 2025. Yū Sasahara wykonała zarówno motyw otwierający, jak i końcowy drugiego sezonu: „Brun-Brun” oraz „Ao to natsu” (jap. 青と夏), przy czym motyw końcowy jest coverem singla o tym samym tytule z 2018 roku zespołu Mrs. Green Apple.
W Polsce prawa do streamingu serii nabył Netflix.

### Lista odcinków
| №  | Tytuł | Premiera             |
| -- | --- | -------------------- |
| 1  | Kocham cię i nienawidzę I HATE YOU and I LOVE YOU                                                                              | 6 października 2024  |
| 2  | Ani przyjaciółka, ani slimeka Tomodachi de mo naku suraimu de mo naku (友達でもなくスライムでもなく)                           | 13 października 2024 |
| 3  | Kawaii Puniru to slimeka Kawaī Puniru wa suraimu (かわいいぷにるはスライム)                                                    | 20 października 2024 |
| 4  | Alice w Kyuthi Land Kawaī kyuti rando no arisu (かわいい国のアリス))                                                           | 27 października 2024 |
| 5  | DAWAJ! Wspaniały doping! GO! GO! Karei ni oendesu! (GO!GO!華麗に応援です！)                                                    | 3 listopada 2024     |
| 6  | Pierwsze zawody Runruun, teraz z Puniru! Darake no guranpuri Puniru moaru yo! (ルンルーンだらけのGPグランプリぷにるもあるよ！) | 10 listopada 2024    |
| 7  | Słodko-gorzkie lato Sweet Bitter Summer                                                                                        | 17 listopada 2024    |
| 8  | Wszyscy na szkolny festiwal! Bunkamatsuri desu! Zen’in shūgō (文化祭です！全員集合)                                            | 24 listopada 2024    |
| 9  | Załóżmy zespół! Bando yarō ZE! (バンド野郎ZE!)                                                                                 | 1 grudnia 2024       |
| 10 | Wesołych Świąt! Merī punirumasu! (メリーぷにるます！)                                                                          | 8 grudnia 2024       |
| 11 | Świąteczny nastrój Supūn ichihai no kurisumasu o sukutte (スプーン一杯のクリスマスをすくって)                                  | 16 grudnia 2024      |
| 12 | Uroczy kurort Ī tabi puni kibun (いい旅ぷに気分)                                                                               | 23 grudnia 2024      |

## Odbiór
W 2022 roku manga zajęła 4. miejsce konkursie Next Manga Award w kategorii najlepsza manga internetowa. W 2024 roku seria zdobyła 70. nagrodę Shōgakukan Manga.